# Odontobatrachus
Odontobatrachus Barej, Rödel, Loader, Schmitz, 2014 è l'unico genere di anfibi anuri della famiglia Odontobatrachidae.

## Tassonomia
Il genere comprende le seguenti specie:
- Odontobatrachus arndti Barej et al., 2015
- Odontobatrachus fouta Barej et al., 2015
- Odontobatrachus natator (Boulenger, 1905)
- Odontobatrachus smithi Barej et al., 2015
- Odontobatrachus ziama Barej, et al. 2015